# 월드 오브 다크니스
《월드 오브 다크니스》 (World of Darkness)는 화이트 울프 퍼블리싱을 위해 마크 라인하겐이 만든 일련의 테이블탑 롤플레잉 게임 시리즈이다. 1991년에서 1995년 사이에 〈뱀파이어: 더 마스커레이드〉, 〈웨어울프: 묵시록〉, 〈메이지: 승천〉, 〈레이스: 망각〉, 〈체인질링: 꿈〉과 함께 1991년부터 1995년까지 이를 기반으로 한 파생 게임으로 시작되었다. 이 시리즈는 2004년에 끝났고, 새로운 게임 라인과 함께 리부트된 《어둠의 연대기》가 출시되었다. 2011년에 오리지널 시리즈가 다시 나왔고, 그 이후로 두 시리즈가 동시에 출판되었다.
시리즈 내 게임에는 흡혈귀나 늑대인간과 같은 초자연적인 존재가 비밀리에 존재하는, 현실 세계에 대한 어둡고 고딕-펑크 해석인, 어둠의 세계라는 이름의 공유 설정이 있다. 원작 시리즈의 설정은 스토리와 전체적인 이야기에 크게 중점을 둔 반면, 암흑 연대기의 설정은 그러한 이야기가 없으며 설정의 세부 사항을 선택 사항으로 제공한다.
이 시리즈는 설정, 집필, 아트 디렉션으로 비평가들로부터 호평을 받았으며 상을 수상하거나 후보에 올랐다. 또한 수백만 권의 게임 책이 판매되면서 상업적으로도 성공했다. 2001년까지 〈뱀파이어: 더 마스커레이드〉는 TSR, Inc.의 《던전 & 드래곤》 다음으로 가장 많이 팔린 테이블탑 롤플레잉 게임이었다. 이 시리즈는 TV 시리즈 《킨드레드: 포옹》, 웹 시리즈, 소설 및 선집, 만화책, 카드 게임, 비디오 게임 라인을 비롯한 다른 매체에 적용되었다.